# Simona Renciu
Simona Renciu (n. 21 decembrie 1967) este o fostă gimnastă română. 

## Carieră
În 1983 a câștigat medalia de argint cu echipa la Campionatul Mondial de la Budapesta. Sora sa geamănă, Camelia Renciu, a participat la Olimpiada din 1984. A emigrat în Luxemburg în 1992, acolo unde a lucrat ca arbitră pentru Federația de Gimnastică din Luxemburg și ca antrenoare la clubul Le Réveil Bettenbourg.